# Jim Ferrier
Jim Ferrier (1915-1986) var en australisk golfspelare från Manly i  New South Wales. Efter sin karriär blev han amerikansk medborgare.
Ferrier blev tvåa i 1931 års Australian Open vid 16 års ålder och vann Australian Amateur Title 1935, 1936, 1938 och 1939. Han vann även som amatör i Australian Open 1938 och 1939. Han blev tvåa i British Amateur på Old Course i St Andrews 1935.
1940 åkte Ferrier till USA där han blev professionell. Hans största seger kom i PGA Championship 1947. Han blev därmed den förste australier som vann en major. Han blev tvåa i PGA Championship 1960. Bland hans övriga segrar finns Canadian Open 1950 och 1951.
Ferrier var känd som en fantastisk puttare.
| Majorsegrare genom tiderna                                                                                    |           |             |               |                  |
| 200 olika spelare har vunnit i herrarnas majortävlingar. Jim Ferrier var den 82:a spelaren som vann en major. |           |             |               |                  |
| 1:a | 81:a      | 82:a        | 83:e          | 200:e            |
| Willie Park Sr                                                                                                | Fred Daly | Jim Ferrier | Claude Harmon | Louis Oosthuizen |
| Lista över golfens majorsegrare                                                                               |           |             |               |                  |